# Lauren Gibbs
Lauren Akila Gibbs, född 2 mars 1984, är en amerikansk bobåkare.

## Karriär
Vid VM 2016 i Igls tog Gibbs brons i tvåmannabob tillsammans med Elana Meyers Taylor. Vid olympiska vinterspelen 2018 i Pyeongchang tog hon silver i tvåmannabob tillsammans med Elana Meyers Taylor.
Vid VM 2020 i Altenberg tog Gibbs guld i tvåmannabob tillsammans med Kaillie Humphries.